# Naturpark Fichtelgebirge
Naturpark Fichtelgebirge ligger i trekanten (Dreiländereck) mellem Sachsen, Tjekkiet og Bayern og er 1020 km² stor. Den bliver vedligeholdt af foreningen Naturpark Fichtelgebirge e. V. i Wunsiedel.

## Landskabet
Fichtelgebirge er med sine udstrakte skov og engområder et skæringspunkt mellem Thüringer Wald, Frankenwald, Oberpfälzer Wald og Erzgebirge. Fichtelgebirge hovedvandskellet i Tyskland, og kildeområde for floderne Main, Saale, Eger og Naab. Det højeste punkt er Schneeberg (1.051 m) og Ochsenkopf (1024 m). Hovedbyerne er Wunsiedel og Marktredwitz.

## Naturpark-informationssteder
Der er i området forskellige muligheder for videre information:
- Frilandmuseum Grassemann
  - Skovdrift, særudstillinger, og tematiske arrangementer.
  - Grassemann 3, 95485 Warmensteinach
- Infolade Weißenstadt
  - Vand – kilden til livet
  - Bayreuther Straße, 95163 Weißenstadt
- Bjergværksinformation „Kleiner Johannes“
  - Minedrift og geologi
  - Altes Bergwerk 1, 95659 Arzberg
- Udstillingsstenbrud Häuselloh
  - Udvinding og forarbejding af granit, Europäische Natur- und Kulturlandschaft Häuselloh e. V, Hans Popp, Dürrloh 3 95100 Selb
- Informationskontor Zell
  - Kulturlandschaft Fichtelgebirge – vielfältige Lebensräume
  - Rådhuset, Bahnhofstraße 10, 95239 Markt Zell im Fichtelgebirge

## Literatur
- Franz X. Bogner: Das Fichtelgebirge im Luftbildportrait. Ellwanger Verlag 2008, ISBN 978-3-925361-68-5.